# Medusa (album)
Albums de Trapeze
Trapeze
(1970) You Are the Music...We Are Just the Band
(1972)
Singles
1. "Black Cloud"
Sortie : 1970

Medusa est le second album du groupe de funk rock anglais Trapeze. Il est paru le 13 novembre 1970 sous le label Threshold Records.

## Historique
Évoluant désormais en trio après le départ de John Johns et Terry Rowley, Trapeze entre aux Morgan Studios, à la fin de l'été 1970, pour enregistrer son deuxième album. Il sera produit par le bassiste des Moody Blues, John Lodge et sera très différent de son prédécesseur du point de vue musical. Alors que Trapeze sonnait pop rock avec des pointes de musique soul et de rock psychédélique, cet album propose un funk rock aux accents de hard rock.
Le single Black Cloud eu beaucoup de succès, profitant de nombreux passages en radio, notamment dans le sud des États-Unis, ce qui ammena le groupe à s'installer dans l'état du Texas où le groupe fut pris en charge par Bill Ham (futur manager/producteur de ZZ Top) qui leur organisera de nombreuses tournées aux États-Unis.
Malgré de bonnes critiques, cet album n'entrera pas dans les charts.

## Liste des titres
1. Black Cloud (Mel Galley) - 6:10
2. Jury (Galley) - 8:10
3. Your Love Is Alright (Galley / Dave Holland / Glenn Hughes) - 4:53
4. Touch My Life (Galley) - 4:05
5. Seafull (Hughes) - 6:32
6. Makes You Wanna Cry (Galley) - 4:42
7. Medusa (Hughes) - 5:42

## Musiciens
- Mel Galley: guitares, chant
- Dave Holland: batterie, percussions
- Glenn Hughes: basse, chant, piano